# 中華人民共和國治藏歷史
中華人民共和國治藏歷史是指中華人民共和國建立後至今中央政府與西藏的關係史。

## 1949年至1959年
中华民国时期，西藏不受中华民国政府直接管辖或支配，或认为西藏事实上达成独立。1949年10月1日，中华人民共和国成立。当时中華人民共和國实际控制区域仍未及於西藏等地區。中华人民共和国政府将自己视为中华民国（中国）的继承者，具有管辖一切中国领土的正统性。北京的中央人民广播电台在当日即宣告：“中国人民解放軍一定要解放包括西藏、内蒙、海南、台湾在内的中国领土。”11月2日，噶厦致函毛澤東，表示希望進行會談，派遣了孜本夏格巴、孜江堪穷土登傑布二人为代表。两人在香港簽證時，獲得北京當局的通知：即將到任的中国駐印度德里大使將與他們會談。中华人民共和国方面代表聲明，西藏的國防由北京當局負責、西藏是中國的一部分，在承認上述條件后，代表們為了作出決定可以前往北京。以年輕的十四世达赖喇嘛为核心的噶厦政权表示无法接受，由此和谈未能进行。
1950年3月、4月间，解放军发起西昌战役，中华民国政府固守西康省以图反攻的图谋落空。解放军也由此进一步逼近西藏地区。10月7日，由军官王其梅率领的解放军四万余人分八路向康区首府昌都县（名义上属西康省）進攻，八千余人的藏军不敵戰败。两天后解放军繼續向昌都进军，俘获多麦总管阿沛·阿旺晋美及其手下士兵。昌都战役以解放军完胜结束。同日，噶厦政府向联合国秘书长呈交报告：“西藏人民已清楚无力阻擋中共軍隊的前進，西藏人已應允與共產黨政府進行和談。虽然长久热爱和平的西藏人民欲要战勝熟练於战争的共產黨軍隊的希望并不大，但我們相信在世界的任何地方，只要發生侵略行为，联合国是必定会帮助予以抗击的。”
1950年8月15日，墨脱县发生里氏8.5级地震。地震引发山体崩塌、滑坡和泥石流，墨脱大地面目全非。这次大地震中，在中国造成了约4000人死亡，而在印度的死亡人数也达到了1526人。
1950年10月17日，面對中國人民解放軍的軍事力量，在西藏眾多僧侶的要求下，达赖喇嘛提前正式繼位親政，處理政教事務。隨后达赖喇嘛離開拉薩，暫居西藏南部的錯模避难。在打败西藏东部和北部的少数藏军，解放军约几万人向西藏中部地区推进。西藏噶厦政府代表团不得不前往北京进行和谈。
1951年4月，以阿沛·阿旺晋美为首的五人代表团前往北京。1951年5月23日，西藏代表团在没有向西藏政府彙報的情况下与中国政府签订了《中央人民政府和西藏地方政府关于和平解放西藏办法的协议》，协议一共十七条，规定：“西藏人民团结起来，将帝国主义侵略势力驱逐出西藏；西藏地方政府积极协助人民解放军进入西藏，巩固国防；西藏实行民族区域自治；西藏现行政治制度和达赖喇嘛、班禅额尔德尼的固有地位及职权，中央不予变更，各级官员照常供职；实行宗教信仰自由的政策，尊重西藏人民的宗教信仰和风俗习惯；逐步发展西藏民族的语言、文字和学校教育，以及农牧工商业，改善人民生活；西藏地区的涉外事宜，由中央统一管理。”协议还明确规定，有关西藏的各项改革事宜，中央不加强迫，西藏地方政府自动进行改革。
1951年5月27日，達賴喇嘛從北京的廣播中得知签订《和平解放西藏十七條協定》的消息。7月，張經武將軍抵達錯模會見丹增嘉措，打算讓達賴喇嘛與解放軍軍隊一同進入拉薩。但丹增嘉措堅持自己先回拉薩，8月，流亡在外大半年的達賴喇嘛回到拉薩。
噶厦政府以达赖喇嘛名义于1951年10月24日致电毛泽东，表示“双方代表在友好基础上，已于1951年5月23日签订了关于和平解放西藏办法的协议。西藏地方政府及藏族僧俗人民一致拥护，并在毛主席及中央人民政府的领导下，积极协助人民解放军进藏部队，巩固国防，驱逐帝国主义势力出西藏，保护祖国领土主权的统一”。班禅喇嘛和堪布厅也发表声明，指出协议“完全符合中国各族人民，特别是西藏民族人民的利益”。同年10月26日，三千余解放军进驻拉萨。另外，从西藏东部和新疆等地有两万余解放军进入西藏，并控制了日土、噶尔等重要地区，随后又进驻江孜、日喀则等地。于是，拉萨在内的西藏全部主要城市都有解放军驻守，并在西藏东部和西部的整个地区集中大量的军队。至此，中華人民共和國取得對西藏之统治权。
1954年，达赖喇嘛、十世班禅赴北京参加中华人民共和国第一届全国人民代表大会。達賴喇嘛在会上发言，对三年多来执行“十七条协议”所取得的成绩给予了肯定，对会议所审议的中华人民共和国第一部宪法草案中有关民族区域自治的原则和规定表示拥护。在谈到宗教问题时，达赖喇嘛说：西藏人民具有很浓厚的宗教信仰，一些人制造的“共产党、人民政府毁灭宗教”的谣言曾经使他们疑惑不安。但是现在，这种“挑撥离间的谣言已经全部破产了，西藏人民已经切身体会到了我们在宗教信仰上是有自由的。”他表示，要在中央人民政府的领导下，在各族人民帮助下，逐步把西藏建设成为繁荣幸福的地方。9月20日，达赖喇嘛、十世班禅等西藏代表与出席会议的中華人民共和國全国各民族代表以投票表决方式通过了《中华人民共和国宪法》。在此次会议上，達賴喇嘛當選为全国人民代表大会常务委员会副委员长，十世班禅当选为全国人民代表大会常务委员会委员。1956年4月22日，达赖喇嘛就任西藏自治区筹备委员会主任委员。

## 1959年至1966年
1955年之后，中華人民共和國在四川、青海等地藏區推行人民公社制度，进行“大躍進”运动，并以推翻“三大领主”的名义大量摧毁寺院，强迫僧人还俗，掠夺寺院和既得利益者的财产。台灣人權促進會认为，这些举动遭到当地藏人的强烈抵制，更造成了階級對立，并由此在这些地区引发激烈冲突，至1959年武装冲突扩展到拉萨。1959年，北京當局官员張經武邀請剛得到學位的達賴喇嘛一同欣賞歌舞，北京當局的多番催促確定表演時間，丹增嘉措最終選定3月10日。1959年3月10日，拥护达赖喇嘛的藏族群眾擔心達賴喇嘛遭中共綁架，包圍達賴喇嘛的夏宮羅布林卡，勸阻他赴約，並在大街上張貼海報、呼口號，要求中共離開西藏，最后演变为武装冲突。1959年3月17日，解放軍開始炮击藏族反抗武装占据的羅布林卡，當天深夜達賴喇嘛離開拉薩，飛往印度实际控制的达旺地区，開始了与8萬西藏人一起的流亡生涯。西方国家将这件事定性为对西藏的武装入侵。
1959年3月28日，中国国务院总理周恩来签署国务院令，宣布解散原噶廈政府，由西藏自治区筹备委员会行使噶廈政府职权，并在西藏实施改革，废除中共聲稱的政教合一封建农奴制。
1959年4月29日，噶厦官员在印度达兰萨拉宣布成立西藏流亡政府，要求西藏独立，并在国际上逐渐得到了一些支持。班禅则支持中国政府。1959年6月20日，达赖喇嘛宣佈不承認「十七條協議」，並聲明「十七條協定」是西藏政府和西藏人民在武力下逼迫簽訂的。西藏流亡政府指，当年由阿沛·阿旺晉美率领的5人谈判代表团，是在中共当局的逼迫下和北京签署17条和平协议。当时他们在无法通知西藏政府的情况下，以个人名义在协议上签名，文件上的印章没有他们的正式官衔。中央政府认为，这次武装冲突是达赖喇嘛挑起的，因为中央政府要废除在西藏实行的农奴制，这触犯到了达赖喇嘛的个人利益。同年，西藏开始进行名为西藏民主改革的土地改革運動。
中華人民共和國政府聲稱，由於冷戰的需要，美國中情局直接雇傭了第十四世達賴喇嘛的兩個哥哥，也在1950至1959年之間，支持達賴喇嘛公開和中共對抗和流亡國外，又聯合英國向印度施加壓力，使得印度同意接納達賴喇嘛和流亡的藏獨分子，在美國科羅拉多山谷秘密訓練藏獨武裝分子，並于1957年至1961年間，空投到西藏參戰。

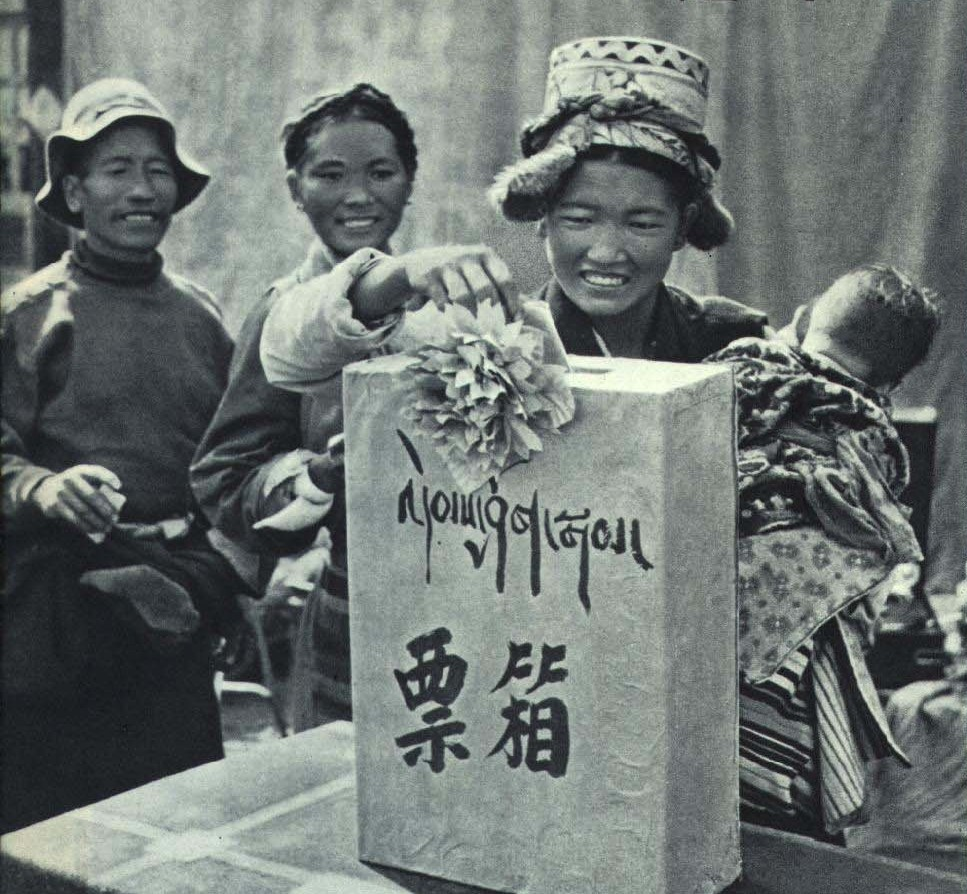
1963年西藏选举

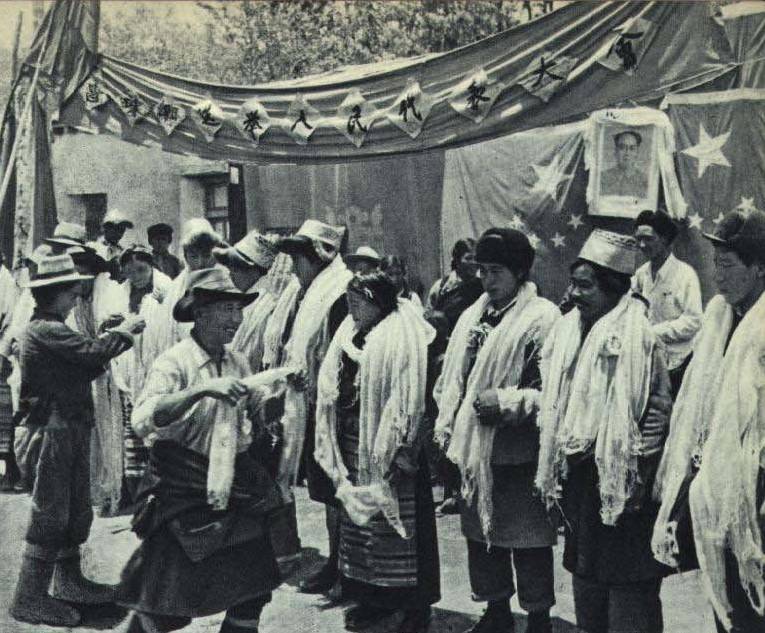
1963年西藏选举

1961年9月，十世班禅曾到西藏各地及四川、青海、云南诸省藏区访问考查并发现人民公社的问题及执行民族、宗教、统战政策的问题后，质问中共四川干部“共产党的宗旨是全心全意为人民服务，你们为什么不为老百姓说话？为什么不向中央反映真实情况？为什么在人民的苦难面前闭上眼睛？”
1962年5月初，十世班禅《关于西藏总的情况和具体情况以及西藏为主的藏族各地区的甘苦和今后希望要求的报告》（即《七万言书》）为题递交给国务院。在该文中，十世班禅提出“七个认识”，认为中共“平叛”和“民主改革”中出现的错误和问题极其严重
。
1962年10月爆發中印邊境戰爭，通過戰爭中共鞏固對西藏的統治。
1964年，十世班禅出人意料地在拉萨对有一万多藏人参加的讲话中提出西藏有权独立并号召西藏独立，支持并赞扬了达赖喇嘛。

## 文革时期
文革期间，红卫兵曾前往扎什伦布寺的佛塔将在该寺曾存放的五世至九世班禅的遗骨挖出肢解抛弃，后被藏人找回。

## 1976年至1989年
1976年毛澤東去世，文化大革命结束后，中共总书记胡耀邦在视察拉萨“反帝公社”的居民住房后，表示要加大中央援助西藏的专门拨款的力度。中國改革开放以来，中央政府拨款修复了一些在文革中受到冲击的重要寺庙，修建了拉萨机场、川藏公路（含南、北两线）、青藏公路以及滇藏公路四条入藏公路和青藏铁路。
1980年3月，胡耀邦總書記召開“西藏自治區黨委擴大會議”，發表“六件大事”：
1. 西藏要有自主權，西藏幹部要敢於保護自己民族的利益；
2. 對西藏農牧民實行免稅、免徵購；
3. 變意識形態化的經濟政策為實用主義的經濟政策；
4. 大幅度增加北京給西藏的財政撥款；
5. 加強藏文化的地位；
6. 漢人要把西藏的權力讓給藏人。

胡耀邦當時揚言要「在二、三年內扭轉西藏的貧困局面」。但相關計劃只有一部份施行，且並未產生預期的效果。1984年，中共召開西藏自治區黨委擴大會議承認1980年以來治藏改革政策仍舊失敗：「這幾年，全區農牧業生產徘徊不前，經濟文化發展遲緩，人民生活改善不大」、「同黨中央的要求還有很大差距」，並指出未獲成效的原因：「主要還存有左的思想，經濟上管得過嚴，卡得過死，沒有發揮積極性把經濟搞活……總之，有些同志在執行黨的統戰、民族、宗教政策上仍然存有左的思想」。
中共中央黨校辦公室副主任陳維仁認為：「胡耀邦在拉薩幹部大會上講話中提出的六條，集中反映了黨中央當前和今後一個很長時期內對西藏工作的主要方針和政策，在廣大干部、群眾中所起的動員和鼓舞作用是非常大的，各方面人士的反映都非常強烈」。而中國獨立記者高瑜指出，胡耀邦的報告引起極大的波動，這是解放軍入藏29年以來，西藏幹部和老百姓沒有聽到過的聲音。他的報告作為中央文件下發，遭到黨內左派的強烈批評，認為是民族工作的錯誤傾向。鄧小平決定收回胡耀邦的報告。當時西藏第一批漢族幹部撤離已經完成，第二批撤離停止，一切恢復原樣。胡耀邦繼續堅持民族問題要批左，1980年、1984年他主持兩次「西藏工作座談會」，都是批左。
胡耀邦於1987年辭職。

## 1989年至今
1989年1月20日，十世班禅在日喀则发表讲话对政府的西藏政策进行了激烈的批评，认为中國政府治理西藏使西藏30年来付出的代价超过了发展带来的好处，并针对当时对待藏人示威的严厉处置表示有些官员反复犯错。
1989年3月拉薩發生了暴動（中華人民共和國官方稱之為拉薩嚴重騷亂事件），對中國政府的西藏政策不滿的人士發起遊行示威，並引發騷亂，最終演變成警民流血衝突，中華人民共和國政府於3月7日在拉薩宣佈戒嚴、出動武裝警察和解放軍部隊执行戒嚴。這次事件中有387人死亡、721人受傷。當時的西藏自治區黨委書记胡錦濤向中共中央申請了戒嚴。
1989年1月28日，十世班禪班禪額爾德尼·確吉堅贊於西藏圓寂。1995年5月14日，在全國政協委員、班禪靈童尋訪小組組長、扎什倫布寺住持恰扎·强巴赤列將尋訪結果通信告知達賴喇嘛後，達賴喇嘛单方面宣佈更登確吉尼瑪是十世班禪喇嘛的轉世靈童。北京政府不承認更登確吉尼瑪的靈童候選資格，隨即宣佈恰扎仁波切「叛國」，於次年（1996年）將其判處有期徒刑6年。1995年5月17日，只有六歲的更登確吉尼瑪與其家人被人带走，下落不明。傳與父母在中國北京遭軟禁。1995年11月29日，中国政府經過金瓶掣簽，最終認定坚赞诺布為第十世班禪額爾德尼的转世灵童。1995年12月8日，坚赞诺布按照藏传佛教仪轨和历史定制在扎什伦布寺举行了坐床典礼，经师波米·强巴洛珠活佛为其剃度，并为之取法名为吉尊·洛桑强巴伦珠确吉杰布·白桑布。
1983年，政府支持开办了西藏佛学院，此外各大教派的主要寺庙相继开办佛学班。1985年，中国佛教协会西藏分会创办刊物《西藏佛教》。1980年至2000年，政府向西藏自治区拨出7亿多元人民币的专款，用于修缮布达拉宫、罗布林卡、萨迦寺等古建筑。自1995年到2011年，经中华人民共和国政府和西藏自治区人民政府批准的坐床活佛达46名。《藏汉对照西藏大藏经总目录》等宗教工具书以及《格鲁派典籍》等数部藏学丛书出版发行。截至2011年，西藏有包括藏传佛教、伊斯兰教、苯教、天主教等在内的各类宗教活动场所1700多处，各宗教教职人员共4.6万多人，中国国内的藏学研究机构共50多家，有关藏学的刊物30多种。
20世纪末、21世纪初，流亡的达赖喇嘛的态度已转向缓和，其政治诉求也从完全独立向自治转变，其政治主張被稱為中間道路、真正自治。如达赖喇嘛2005年在接受《南华早报》的采访中公开表示：“我们愿意成为中华人民共和国的一部分，让北京管理，但保存我们西藏的文化、宗教和环境”。
2006年9月30日，中国边防武警向企图穿越西藏与尼泊尔边境上的囊帕拉山口（海拔5700米，一译朗喀巴山口）、出境前往尼泊尔的75名西藏逃亡者开枪射击并至少打死两人的囊帕拉枪杀事件。
2008年3月西藏发生了骚乱，此中涉及的地區主要是拉萨市，另外部分前藏地區、甘肃省夏河县、四川省阿壩縣、及尼泊爾和印度的部分地區也有相關的騷動。起因是3月10日起部分藏族人士為了纪念1959年的西藏武裝抗暴而在3月初開始在拉薩示威遊行，继而在3月14日引发骚乱。在拉萨的骚乱中，大量店铺、学校和车辆遭到支持达赖的暴乱者的破坏和焚毁。英国《卫报》引述外国目击者报道说，示威者的暴力行为主要针对汉族、回族等非藏族人。3月15日，拉薩市內大致回復正常，但所有店鋪都沒有營業。3月17日，記者被送離拉薩，至3月25日才再由官方安排進行採訪。
3.14事件发生后，中華人民共和國驅逐了在藏的外国新闻记者。由于中華人民共和國政府對媒体新闻采访加以嚴格限制，所以在此次军民冲突中的伤亡人数没有统一的数目。中華人民共和國官方宣布有22人在暴乱中死亡，这些人都是被暴乱者攻击的非藏族人，或为非藏族人开设店铺的藏族雇员。西藏达赖流亡政府宣布148人死亡。2008年西藏骚乱後，西藏流亡政府曾三次派出人員前往北京進行商談。2008年11月，藏方代表甲日等人再次到北京與統戰部部長杜青林會談，提出「為全體藏人獲得真正自治的備忘錄」。但新華社隨後發文駁斥該備忘錄，認為仍是一份「假自治、真獨立」的主張。2010年一月，中国统战部官员指出达赖关于‘大藏区’的提法违背《中华人民共和国宪法》。并且要求达赖对于承认是‘印度之子’作出解释。
2008年6月4日，达赖喇嘛在接受《新印度时报》记者采访中表示，位于“阿鲁纳恰尔邦”（中方不承认该邦存在）的达旺属于印度领土，再次证实1913年1914年西藏与英国签署的《西姆拉條約》有效性，承认麦克马洪线。
2009年1月19日西藏自治区九届人大二次会议通过决议，设立西藏百万农奴解放纪念日，日期定在每年公历3月28日，以纪念西藏民主改革50周年。認為中國入侵西藏的人士則以每年3月10日為西藏人民起义日，纪念1959年3月10日西藏起義。
2012年，藏区再度发生骚乱事件。
2019年12月25日，西藏自治区全部县（区）实现脱贫。

## 延伸閱讀
- 劉漢城. . 雪域出版社. 2019年10月17日  [2022年8月7日]. ISBN 9789869619394. （原始内容存档于2022年8月6日）.
- 《西藏地方是中國不可分割的一部分（史料選輯）》，西藏社會科學院，西藏人民出版社，1986，ISBN 7-223-00312-X
- 《元以來西藏地方與中央政府關係檔案史料彙編》，中國藏學研究中心等，中國藏學出版社，1994，ISBN 7-80057-181-5
- 《西藏社會歷史藏文檔案資料譯文集》，中國社會科學院民族研究所及西藏自治區檔案館，中國藏學出版社，1997，ISBN 7-80057-325-7
- 《西藏地方歷史資料選輯》，北京大學歷史系，生活·讀書·新知三聯書店，1963
- 《藏族史料集》，陳燮章、索文清、陳乃文，四川民族出版社，1983
- 《殺劫：鏡頭下的西藏文革》，唯色, 澤仁多吉著，大塊文化出版，2006，ISBN 9867291840
- 《1959 拉薩：達賴喇嘛如何出走》，李江琳著，聯經出版事業，2010，ISBN 9570836385
- 《當鐵鳥在天空飛翔：1956-1962青藏高原上的秘密戰爭》，李江琳著，聯經出版事業，2012，ISBN 9570840625